# Trigonectes
Trigonectes es un género de peces de la familia de los rivulinos en el orden de los ciprinodontiformes.

## Especies
Especies contenidas en este género son:
- Trigonectes aplocheiloides (Huber, 1995)
- Trigonectes balzanii (Perugia, 1891)
- Trigonectes macrophthalmus (Costa, 1990)
- Trigonectes rogoaguae (Pearson y Myers, 1924)
- Trigonectes rubromarginatus (Costa, 1990)
- Trigonectes strigabundus (Myers, 1925)[2][3][4][5][6]